# Герман (Яннакіс Афанасіядіс)
Ге́рман Атанасія́дис (грец. Μητροπολίτης Γερμανός, в миру Янна́кіс Афанасія́діс, грец. Γιαννάκης Αθανασιάδης; 17 вересня 1930, Бакиркьой, Стамбул, Туреччина - 10 серпня 2018, Стамбул, Стамбул, Туреччина) — єпископ  Константинопольської православної церкви, митрополит Феодоропольський (1987-2018), іпертим і екзарх  Родопських гір, духівник Константинопольської архієпископії.

## Біографія
Народився 17 вересня 1930 року в стамбульському районі Бакиркьой.
Закінчив Велику школу нації у Фанаріоні. У період навчання в Халкінську семінарію, 10 жовтня 1953 був пострижений в чернецтво, наречений іменем Герман і 11 жовтня висвячений в сан ієродиякона. У 1954 році закінчив семінарію.
15 серпня 1966 висвячений у сан ієромонаха.
6 лютого 1972 року був хіротонізований на титулярного єпископа Аріанзоського, вікарія Деркійської митрополії.
5 лютого 1987 року обраний митрополитом Феодоропольським.
2 жовтня 1990 року призначений чинним митрополитом з тим же титулом.
10 січня 1991 Патріархом Константинопольським Димитрієм призначений настоятелем Хейбеліядського монастиря Святої Трійці на острові Халкі.
У листопаді 1995 року звільнений з посади настоятеля Хейбеліядського монастиря Святої Трійці, а 21 грудня того ж року патріархом Константинопольським Варфоломієм призначений духівником Константинопольської архієпископії.
Помер 10 серпня 2018 року. 13 серпня в соборі Святого Георгія Патріарх Константинопольський Варфоломій відспівав покійного.